# Jesus of Suburbia
Singles de Green Day
Wake Me Up When September Ends
(2005) The Saints Are Coming (avec U2)
(2006)
Pistes de American Idiot
American idiot Holiday 
Jesus of Suburbia est une chanson du groupe américain de punk rock Green Day. La chanson est sortie le 25 octobre 2005 en tant que cinquième et dernier single extrait de leur septième album studio, American Idiot, paru le 21 septembre 2004. Elle est subdivisée en cinq parties qui s'enchaînent l'une à la suite de l'autre : Jesus of Suburbia, City of the Damned, I Don't Care, Dearly Beloved et Tales of Another Broken Home

## Genèse
Le personnage de Jesus of Suburbia est présenté dans cette suite de plus de neuf minutes découpée en cinq parties. Il se présente dans la première partie, se décrivant comme « le fils de la rage et de l'amour », puis exprime son opinion pessimiste sur sa banlieue et le monde qui l'entoure dans City of the Damned et I Don't Care. Dans la partie Dearly Beloved, Jesus of Suburbia exprime sa fatigue d'être seul et de se sentir abandonné, puis dans la dernière partie, Tales of Another Broken Home, il se rend compte qu'il ne fait qu'exister, et non vivre, et décide de s'enfuir en ville commencer une nouvelle vie.

## Caractéristiques artistiques

### Éditions
Le single est sorti en format CD sous trois versions différentes, dont deux versions contiennent des chansons jouées en concert. Ces chansons live ont été enregistrées lors d'un concert au VH1 Storytellers de Culver City le 15 février 2005. Le single est aussi sorti en vinyle 10", et les singles promotionnels contiennent, selon les pays, une version radio raccourcie, la version album ou ces deux versions de Jesus of Suburbia.
Toutes les paroles sont écrites par Billie Joe Armstrong, toute la musique est composée par Green Day.
| 1. | Jesus of Suburbia | 9:08 |

| 1. | Jesus of Suburbia         | 9:08 |
| 2. | Are We the Waiting (live) | 2:57 |
| 3. | St. Jimmy (live)          | 3:07 |

| 1. | Jesus of Suburbia | 9:08 |
| 2. | St. Jimmy (live)  | 3:07 |

| A. | Jesus of Suburbia | 9:08 |
| B. | St. Jimmy (live)  | 3:07 |

|  | Jesus of Suburbia (Version album) | 9:08 |
|  | Jesus of Suburbia (Version radio) | 5:28 |

## Clip vidéo
Le clip vidéo est disponible ici (YouTube).

## Réception
| All | Aus | Can | É-U | Fra | R-U | Sui |
| --- | --- | --- | --- | --- | --- | --- |
| 76  | 24  | -   | -   | -   | 17  | 34  |